# Аграрна реформа
Аграрна реформа или земљишна реформа је скуп мера усмерен на редистрибуцију аграрних ресурса једне земље. У ширем смислу, укључује и промене у пољопривредним институцијама, као у опорезивању, кредитирању, рентама, задругама и слично.
Земљишна реформа укључује промену закона, прописа или обичаја у вези са власништвом над земљиштем. Земљишна реформа може се састојати од рерасподеле имовине коју је покренула влада или која је подржана од стране владе, углавном пољопривредног земљишта. Стога се земљишна реформа може односити на пренос власништва са моћнијих на мање моћне, попут релативно малог броја богатих (или властелинских) власника са великим земљишним поседом (нпр. плантаже, велики ранчеви или пољопривредне парцеле) у индивидуално власништво оних који обрађују земљу. Такви преноси власништва могу бити са или без накнаде; накнада може варирати од симболичних износа до пуне вредности земљишта.
Земаљишна реформа такође може захтевати пренос земљишта из индивидуалног власништва - чак и сељачког власништва у малим газдинствима - у државна колективна газдинства; такође се, у другим временима и местима, односило управо на супротно: подела државних колективних фарми на мале поседа. Међутим, заједничка карактеристика свих земљишних реформи је модификација или замена постојећих институционалних аранжмана који регулишу поседовање и коришћење земљишта. Дакле, иако земљишна реформа може бити радикалне природе, на пример путем великих трансфера земљишта са једне групе на другу, она такође може бити мање драматична, попут регулаторних реформи усмерених на побољшање управљања земљиштем.
Без обзира на то, било каква ревизија или реформа земљишних закона у земљи, то и даље може бити интензиван политички процес, јер реформа земљишне политике служи за промену односа унутар и између заједница, као и између заједница и државе. Стога чак и земљишне реформе и правне измене малог обима могу бити предмет интензивне расправе или сукоба.

## Аграрна реформа у Србији
После Првог светског рата спроведене су аграрне реформе у земљама југоисточне Европе, са циљем укидања преосталих феудалних земљишних односа и ограничења великог поседа.
Краљевина СХС је наследила разне аграрне односе у појединим својим деловима, У Босни и Херцеговини су они били полуфеудални, као и у Македонији, колонски односи су опстали у Далмацији а односи великопоседника и сељака у Славонији и Војводини. Завршетак Првог светског рата је заоштрио односе између сељака и великопоседника, који су чак прерастали и у велике физичке сукобе. Овакви нереди су захтевали хитно реаговање и што брже спровођење аграрне реформе.
1918. године, Народно вијеће Државе СХС је издало проглас којим се тражило укидање кметства и великих земљишних поседа.
Регент Александар Карађорђевић је 1919. године у свом Манифесту поставио питање аграрне реформе на сам врх најважнијих питања нове државе. Захтевао је моментално приступање његовом решавању и укидање кметства и великих земљишних поседа. Истакао је како земљу треба поделити сиромашним сељацима и правично обештетити дотадашње власнике.
1919. Влада је донеча акт под називом "Претходне одредбе за припрему аграрне реформе". Овим актом су коначно прекинути кметски односи у Македонији, Босни и Херцеговини, колонски односи у Далмацији и Истри, као и аксплоатација великих поседа уз отплату штете дотадашњим власницима.
Појам " Велики посед" дефинисан је тако што су њега чиниле 3 категорије: Сва фидеикомисна добра, сви поседи преко 100 јутара који су били дати у закупили били необрађени и сви остали велики поседи од 100 до 500 јутара земље. Без одштете су одузета имања припадницима куће Хабзбурговаца и странаца који су имања од њих добили.
Земља је додељивана сељацима без земље, или сељацима који нису имали довољно земље. Предност су имали ратни инвалиди, сирочад и ратне удовице.
Како би се експропријација осигурала, донета је 1919. године уредба којом је забрањено отуђивање великих поседа који су дошли на удар аграрне реформе.
Уставом из 1921. године потврђена су начела која су успостављена Претходном одредбом, нека од тих начела су: укидање феудалних односа, начело да кметови постају власници земље коју обрађују, накнаду велепоседницима  не плаћају бивчи кметови већ држава, екпроприсаним велепоседима насељаваће се они који ће земљу и обрађивати.
Следећа фаза аграрне реформе било је доношење Уредби из 1920. и 1922. године, који су се бавили издавањем великих поседа у четворогодишњи закуп. Коначна фаза ове реформе било је доношење Закона о ликвидацији аграрне реформе на великим поседима из 1931. године. Сељацима је земља тек овим законом призната као њихово приватно власништво.
Поред ових општих прописа, били су донети и посебни за поједине југословенске земље. Такви су били у јужној Србији, Црној Гори, Босни и Херцеговини и Далмацији.
Спровођење ове реформе било је једно од највећих питања међуратне Југославије. Ово је био изузетно тежак задатак јер је требало задовољити сељаке и велепоседнике. Ова реформа је имала дугорочне социјалне, економске али и национално-политичке ефекте.

### Аграрни прописи
1929. године догодила се Светска економска криза, што је нарочито погодило југословенско сељаштво. Сељаштво је чинило око 80% укупног становништва Југославије, што је натерало државу да преузме мере како би предупирала сељачки бунт и заштитила сељаке од економског пропадања. У априлу 1929. године основана је специјализована државна установа за кредитирање сељака и њихових садружних органозација под називом Привилегована аграрна банка. Подаци говоре да је 1932. године било око 700.000 задужених сељака, а да је укупни њихов дуг озносио преко 7 милијарди динара.
1932. године је донет Закон о заштити земљорадника. Њиме је проглашен шестомесечни мораторијум свих потраживања према сељацима дужницима. Овај мораторијум је продужаван више од четири године.
1936. године је донета Уредба о ликвидацији земљорадничких дугова. Сељаци више нису били дужници банака или задруга, већ су ти дугови премештени ка Привилегованој аграрној банци. Дугови који су били нижи од 25.000 динара су смањени за пола. Отплату друге половине је преузимала Привилегована аграрна банка. уз обавезу сељака да та средства врате у ратама са каматом. И поред свих ових олакшица, већина сељака и даље није била у могућности да плати свој дуг, што значи да чак и ове предузете мере нису биле довољне за решавање тешког положаја у каквом су се сељаци налазили.